# Merkurova zabavna knjižnica
Merkurova zabavna knjižnica nakladnički je niz Umjetničko-nakladnog zavoda "Merkur" iz Zagreba koji je bio objavljivan između 1917. i 1919. godine.
U nizu su bili objavljeni sljedeći naslovi:
- Guy de Maupassant, Yvette (1917., dva izdanja)
- Leonid Nikolajevič Andrejev, U magli (1917.)
- Georges Rodenbach, Mrtvi grad (1917.)
- Emile Zola, Noć ljubavi (1917.)
- Prosper Merime, Carmen (1917.)
- Henryk Sienkiewicz, Hanja (1917., tri izdanja)
- Ulderiko Donadini, Sablasti (1917.)
- Edgar Allan Poe, Strašne priče (1917.)
- Umberto Notari, One gospodje (1917.)
- Fjodor Mihajlovič Dostojevski, Bijele noći (1917.)
- Ernst Theodor Amadeus Hoffmann, Dužd i duždevica (1917.)
- Jevgenij Nikolajevič Čirikov, Tanjina sreća (1917.)
- Vladimir Fjodorovič Odojevski, Sebastian Bach (1917.)
- Aleksandar Sergejevič Puškin, Dubrovski (1917.)
- Ulderiko Donadini, Vijavice (1917.)
- Alfred de Musset, Margot (1917.)
- Jan Lom, Vanda (1917.)
- Octave Feuillet, Julija (1917.)
- Henri Murger, Boheme (1918.)
- Jens Peter Jacobsen, Mogens (1918.)
- Jevgenij Nikolajevič Čirikov, Na pragu života (sadrži Na pragu života, Bludni sin, U ostavku) (1918.)
- Heinrich Zschokke, Luđak (1919.)